# Прогре (солунски вестник)
„Прогре“ (на ладино: Le Progrès, в превод Прогрес) е еврейски френскоезичен вестник, излизал в Солун, Гърция от 1925 година.
Главен редактор е Сам Модиано. Вестникът е ежедневник и преустановява излизането си с германската окупация на страната в 1941 година.